# 達萊希采
達萊希采（Daleszyce）是波蘭的一座城市。2006年，有人口2,800人。

## 外部連結
- Official site （页面存档备份，存于）

50°48′13″N 20°48′27″E / 50.80361°N 20.80750°E